# Place de Lévis
La place de Lévis est une voie située dans le quartier de la Plaine-de-Monceaux du 17e arrondissement de Paris.

## Situation et accès
La place de Lévis est située à l'angle des rues Legendre et de Lévis.
Elle est desservie par les lignes 2 et 3 à la station Villiers.

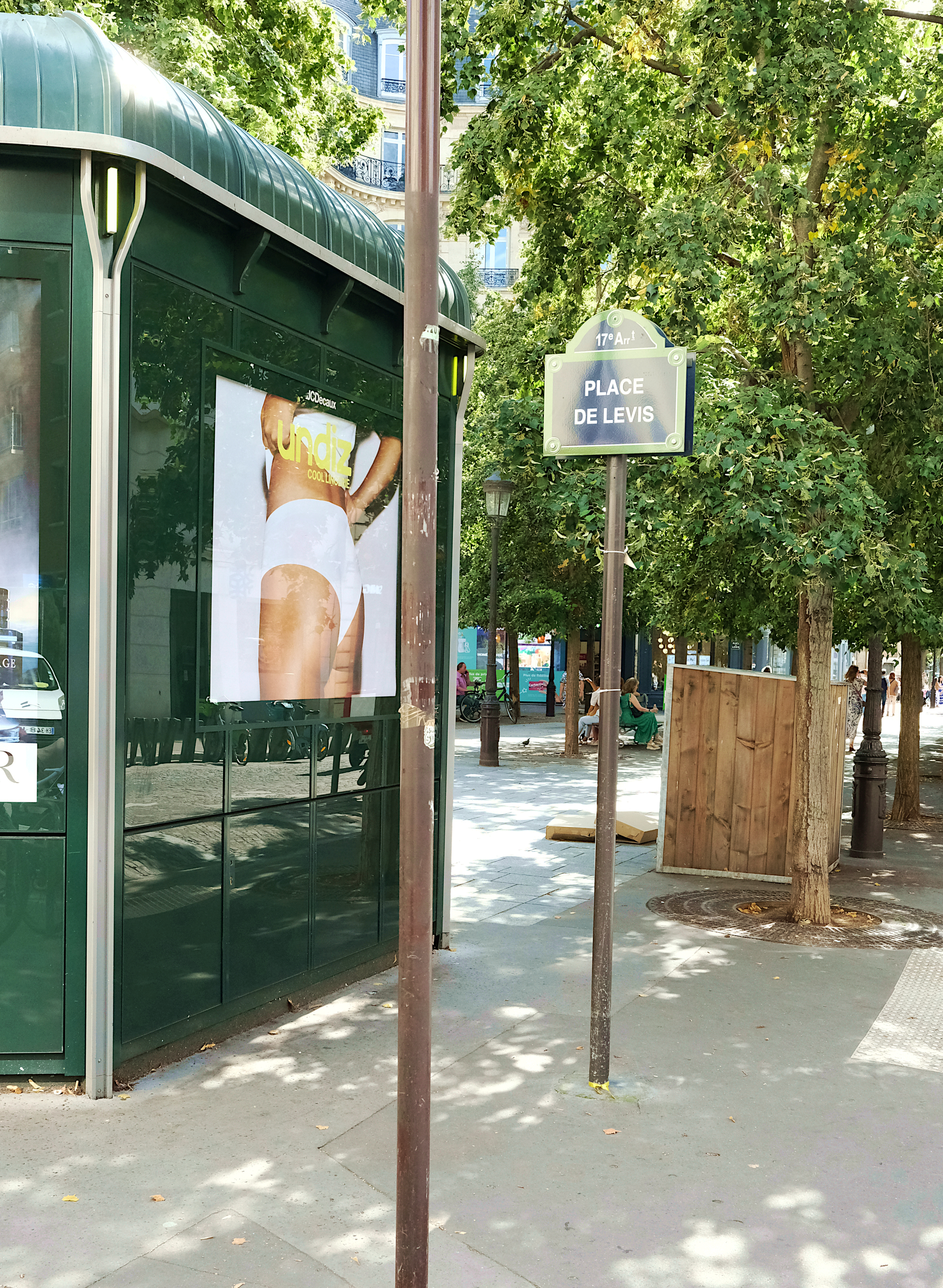
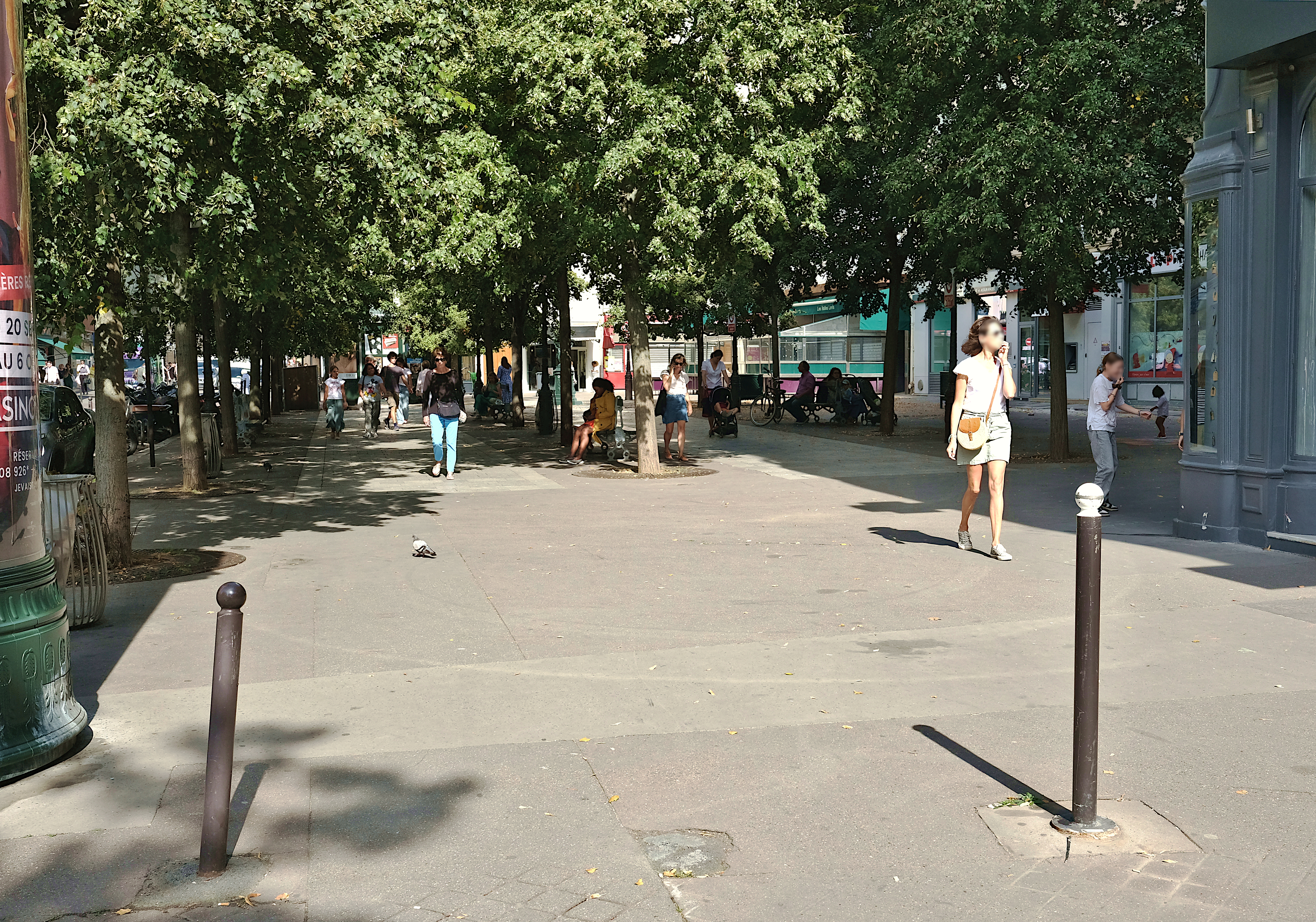
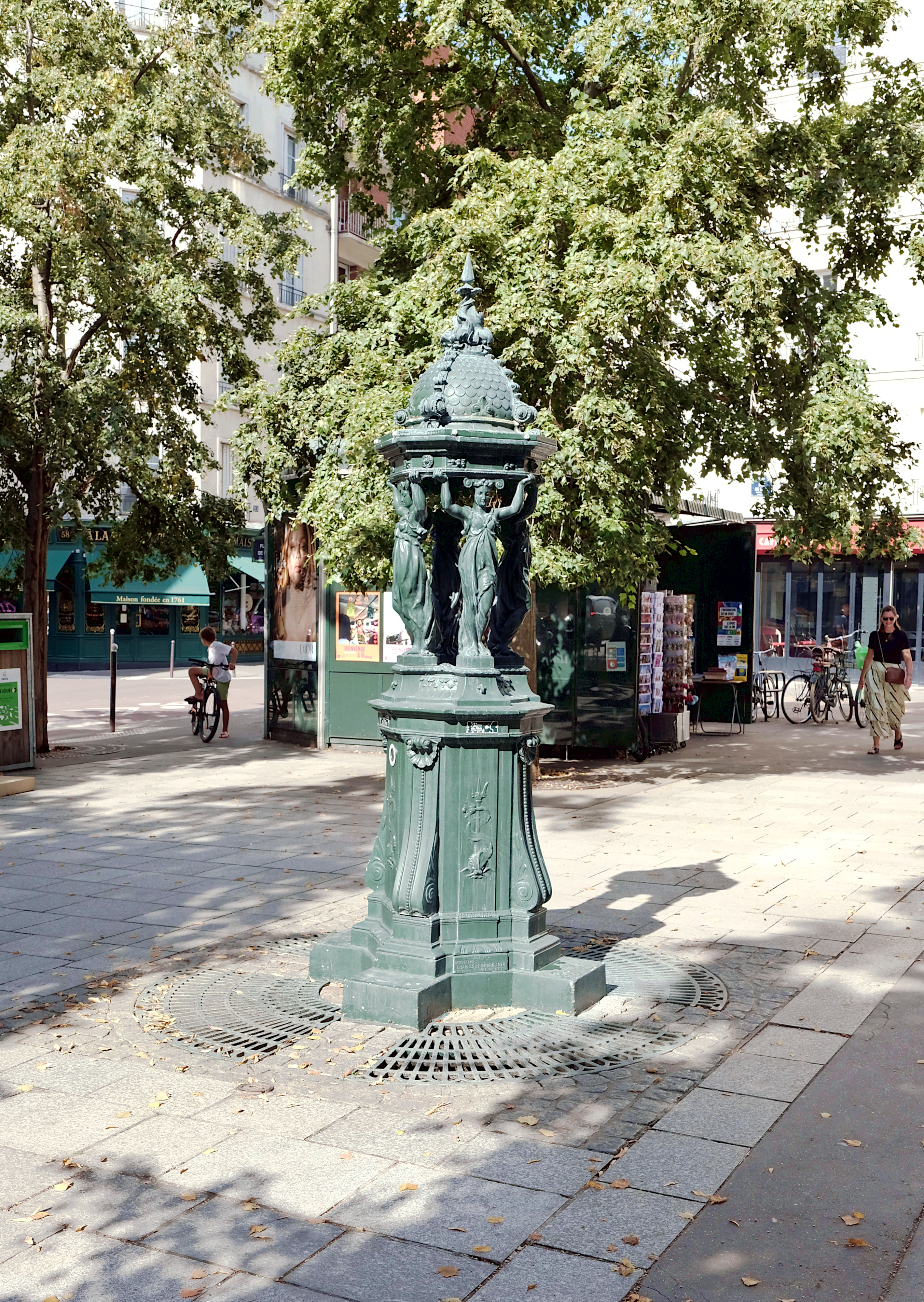
Fontaine Wallace située sur la place.

## Origine du nom

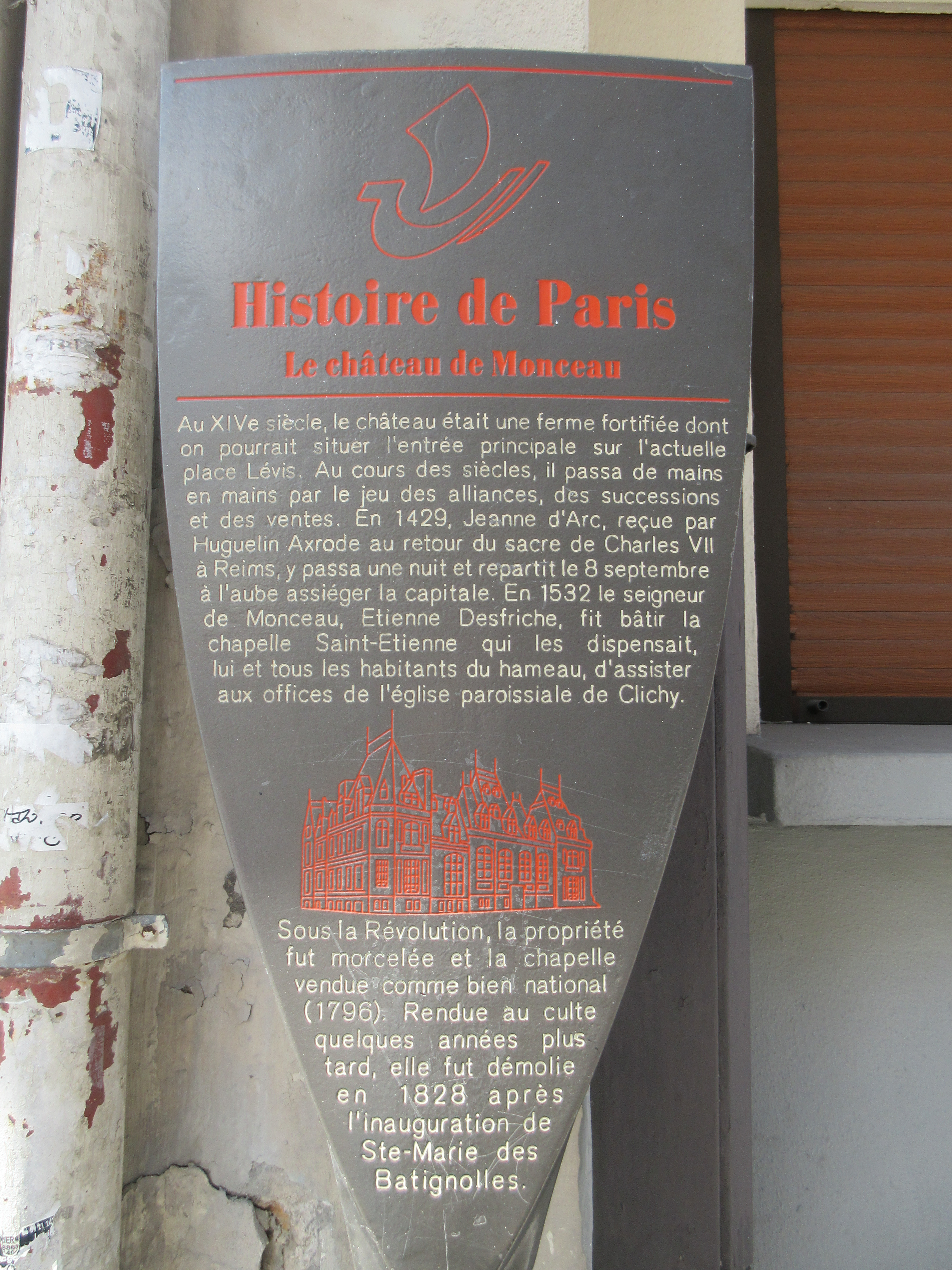
Panneau Histoire de Paris-Château de Monceau (Paris)

Cette voie tient son nom de sa proximité avec la rue de Lévis, nom de celui d'un propriétaire foncier local.

## Historique
L'entrée du château de Monceau se trouvait sur cette place qui a été créée en 1853. Elle était la place centrale du village de Monceau.

## Bâtiments remarquables et lieux de mémoire
- Château de Monceau (Paris)
- L'une des fontaines Wallace du quartier.